# 慕容越
慕容越（?—?），五胡十六国時代前燕人物，昌黎郡棘城县人。
慕容越在前燕被封为南安王，担任上党郡太守。370年八月，前秦尚書令王猛攻打慕容越所守的壶关。壶关被前秦攻下，慕容越被俘。周边諸郡相次归降王猛。